# Ceratobaeus rieki
Ceratobaeus rieki är en stekelart som beskrevs av Austin 1984. Ceratobaeus rieki ingår i släktet Ceratobaeus och familjen Scelionidae. Inga underarter finns listade i Catalogue of Life.